# Crematogaster rifelna
Crematogaster rifelna es una especie de hormiga acróbata del género Crematogaster, categorizada en la tribu Crematogastrini, de la subfamilia Myrmicinae. Fue descrita por Buren en 1968.

## Distribución
Se distribuye por América del Norte: México y Estados Unidos.

## Hábitat
Habita en lotes baldíos, bosques tropicales, debajo de la corteza, en nidos y ramas muertas. Se ha encontrado a elevaciones de 30-671 m s. n. m.